# Scherma ai Giochi della XXXIII Olimpiade
I tornei olimpici di scherma ai Giochi della XXXIII Olimpiade si sono svolti dal 27 luglio al 4 agosto 2024 presso il Grand Palais a Parigi, in Francia, durante i Giochi della XXXIII Olimpiade. Erano in palio 12 titoli, di cui 6 individuali e 6 a squadre.

## Calendario
| Uomini | Sciabola | Spada    | Fioretto |                 | Sciabola a squadre |                    | Spada a squadre |                    | Fioretto a squadre | 6  |
| Donne  | Spada    | Fioretto | Sciabola | Spada a squadre |                    | Fioretto a squadre |                 | Sciabola a squadre |                    | 6  |
| Totale | 2        | 2        | 2        | 1               | 1                  | 1                  | 1               | 1                  | 1                  | 12 |

|  | Finali |

## Podi

### Uomini
| Evento                          | Oro                                                                    | Argento                                                               | Bronzo                                                                         |
| Spada                           |                                                                        |                                                                       |                                                                                |
| Spada individuale (dettagli)    | Koki Kano                                                              | Yannick Borel                                                         | Mohamed El-Sayed                                                               |
| Spada a squadre (dettagli)      | Ungheria Máté Tamás Koch Tibor Andrásfi Gergely Siklósi Dávid Nagy     | Giappone Akira Komata Koki Kano Masaru Yamada Kazuyasu Minobe         | Rep. Ceca Jiří Beran Jakub Jurka Martin Rubeš Michal Čupr                      |
| Fioretto                        |                                                                        |                                                                       |                                                                                |
| Fioretto individuale (dettagli) | Cheung Ka Long                                                         | Filippo Macchi                                                        | Nick Itkin                                                                     |
| Fioretto a squadre (dettagli)   | Giappone Kyosuke Matsuyama Takahiro Shikine Kazuki Iimura Yudai Nagano | Italia Guillaume Bianchi Filippo Macchi Tommaso Marini Alessio Foconi | Francia Maximilien Chastanet Maxime Pauty Enzo Lefort Julien Mertine           |
| Sciabola                        |                                                                        |                                                                       |                                                                                |
| Sciabola individuale (dettagli) | Oh Sang-uk                                                             | Farès Ferjani                                                         | Luigi Samele                                                                   |
| Sciabola a squadre (dettagli)   | Corea del Sud Oh Sang-uk Park Sang-won Gu Bon-gil Do Gyeong-dong       | Ungheria Áron Szilágyi András Szatmári Csanád Gémesi Krisztián Rabb   | Francia Maxime Pianfetti Sébastien Patrice Boladé Apithy Jean-Philippe Patrice |

### Donne
| Evento                          | Oro                                                                       | Argento                                                                                       | Bronzo                                                                                      |
| Spada                           |                                                                           |                                                                                               |                                                                                             |
| Spada individuale (dettagli)    | Vivian Kong                                                               | Auriane Mallo-Breton                                                                          | Eszter Muhari                                                                               |
| Spada a squadre (dettagli)      | Italia Rossella Fiamingo Alberta Santuccio Giulia Rizzi Mara Navarria     | Francia Marie-Florence Candassamy Alexandra Louis-Marie Auriane Mallo-Breton Coraline Vitalis | Polonia Aleksandra Jarecka Alicja Klasik Renata Knapik-Miazga Martyna Swatowska-Wenglarczyk |
| Fioretto                        |                                                                           |                                                                                               |                                                                                             |
| Fioretto individuale (dettagli) | Lee Kiefer                                                                | Lauren Scruggs                                                                                | Eleanor Harvey                                                                              |
| Fioretto a squadre (dettagli)   | Stati Uniti Jacqueline Dubrovich Maia Weintraub Lauren Scruggs Lee Kiefer | Italia Francesca Palumbo Martina Favaretto Alice Volpi Arianna Errigo                         | Giappone Komaki Kikuchi Sera Azuma Yūka Ueno Karin Miyawaki                                 |
| Sciabola                        |                                                                           |                                                                                               |                                                                                             |
| Sciabola individuale (dettagli) | Manon Brunet                                                              | Sara Balzer                                                                                   | Ol'ha Charlan                                                                               |
| Sciabola a squadre (dettagli)   | Ucraina Julija Bakastova Alina Komaščuk Ol'ha Charlan Olena Kravac'ka     | Corea del Sud Choi Se-bin Jeon Ha-young Jeon Eun-hye Yoon Ji-su                               | Giappone Risa Takashima Seri Ozaki Misaki Emura Shihomi Fukushima                           |

## Medagliere
| Pos.   | Paese         | Oro | Argento | Bronzo | Totale |
| ------ | ------------- | --- | ------- | ------ | ------ |
| 1      | Giappone      | 2   | 1       | 2      | 5      |
| 2      | Stati Uniti   | 2   | 1       | 1      | 4      |
| 3      | Corea del Sud | 2   | 1       | 0      | 3      |
| 4      | Hong Kong     | 2   | 0       | 0      | 2      |
| 5      | Francia       | 1   | 4       | 2      | 7      |
| 6      | Italia        | 1   | 3       | 1      | 5      |
| 7      | Ungheria      | 1   | 1       | 1      | 3      |
| 8      | Ucraina       | 1   | 0       | 1      | 2      |
| 9      | Tunisia       | 0   | 1       | 0      | 1      |
| 10     | Egitto        | 0   | 0       | 1      | 1      |
| 10     | Canada        | 0   | 0       | 1      | 1      |
| 10     | Polonia       | 0   | 0       | 1      | 1      |
| 10     | Rep. Ceca     | 0   | 0       | 1      | 1      |
| Totale | Totale        | 12  | 12      | 12     | 36     |